# Memory Banda
Memory Banda (nascida em 24 de setembro de 1996) é uma ativista dos direitos das crianças do Malaui que chamou a atenção internacional por seu trabalho de oposição ao casamento infantil.
Vida
Banda nasceu no distrito de Mzimba e cresceu no distrito de Chiradzulu. Seu pai morreu quando ela tinha quatro anos e foi criada por sua mãe. Apesar de crescer em uma família monoparental, Memory desafiou as chances de casamento precoce em sua comunidade. Sua irmã Mercy foi forçada a se casar aos 11 anos depois de engravidar durante uma cerimônia de iniciação. Desde muito jovem, Memory aspirava ser diferente de tudo e de todos e reconhece que uma garota durona. Ela quis ter voz, embora sua cultura a lembrasse de ficar quieta e silenciosa, porque ela era uma menina. Sua jornada é uma inspiração para as meninas em todo o mundo.
Ativismo

Um relatório da Human Rights Watch de 2014 concluiu que "uma em cada duas meninas [no Malaui], em média, era casada por volta do seu 18º aniversário". Memory Banda tem desempenhado um papel de infulência na comunidade, nacional e recentemente internacional, incluindo a apresentação de uma palestra, falando na 59ª Comissão das Nações Unidas sobre o Status da Mulher, e no Fórum da Liberdade de Oslo. Ela defendeu que os líderes tradicionais formulassem estatutos para proteger as meninas e, em nível nacional, ela defendeu que a idade legal para o casamento fosse aumentada dos 15 para os 18 anos de idade. Isso levou à mudança da lei que reconhece 18 anos como a idade legal para o casamento no Malaui. Mas Memory está mais preocupada com a aplicação da lei e ela continua a defender o empoderamento das meninas,  para isso, criou a Rede de Empoderamento de Meninas do Malaui (GENET) e grupos comunitários de meninas Deixe as Meninas Liderarem, em um esforço para manter as meninas na escola e aumentar a conscientização sobre seus direitos. Ela colaborou em um projeto em que meninas compartilham suas experiências, sonhos e desafios que enfrentam por meio de diferentes formas de arte e teatro.